# Austrian Football Division 1 2009
La Austrian Football Division 1 2009 è stata la 24ª edizione del campionato di football americano di secondo livello, organizzato dalla AFBÖ. Il formato del torneo prevede che le squadre, oltre a incontrarsi fra loro, giochino una volta anche contro i Black Lions e i Cineplexx Blue Devils, inserite come squadre "interdivisionali" in AFL.

## Squadre partecipanti
| Club                  | Città        | Stadio | Sponsor ufficiale | Risultato nella stagione 2008 |
| --------------------- | ------------ | ------ | ----------------- | ----------------------------- |
| CNC Gladiators        | Güssing      |        |                   |                               |
| Salzburg Bulls        | Salisburgo   |        |                   |                               |
| Sankt Pölten Invaders | Sankt Pölten |        |                   |                               |
| Traun Steelsharks     | Traun        |        |                   |                               |

## Stagione regolare

### Calendario

#### 1ª giornata
| 29 marzo 2009 | CNC Gladiators | 14 – 42 (0-6 0-12 7-8 7-16) | Salzburg Bulls | (50 spett.) |

#### 2ª giornata
| Salisburgo 4 aprile 2009, ore 14:00 | Salzburg Bulls                                | 18 – 30 (12-7 6-2 0-7 0-14) referto | Black Lions | ASKÖ-Sportanlage Gnigl (400 spett.)\| Arbitri: \| K. Bremser Lair D. Bremser Kupka M. Brandtner \| |
| Arbitri:                            | K. Bremser Lair D. Bremser Kupka M. Brandtner |                                     |             | |

| 4 aprile 2009 | Traun Steelsharks | 21 – 24 (0-7 7-3 7-7 7-7) | CNC Gladiators | (300 spett.) |

| Hohenems 5 aprile 2009, ore 15:00 | Cineplexx Blue Devils | 49 – 10 (7-3 21-0 7-7 14-0) referto | Sankt Pölten Invaders | Stadion Herrenried (850 spett.) |

#### 3ª giornata
| Salisburgo 18 aprile 2009, ore 14:00 | Salzburg Bulls | 55 – 14 (20-0 13-7 16-7 6-0) referto | Traun Steelsharks | ASKÖ-Sportanlage Gnigl (200 spett.)\| Arbitro: \| K. Bremser \| |
| Arbitro:                             | K. Bremser     |                                      |                   |                                                                 |

| 19 aprile 2009 | CNC Gladiators | 27 – 20 (0-14 0-6 13-0 14-0) | Sankt Pölten Invaders | (170 spett.) |

#### 4ª giornata
| 25 aprile 2009 | Sankt Pölten Invaders | 35 – 6 (7-0 6-0 8-6 14-0) | Traun Steelsharks | (300 spett.) |

#### 5ª giornata
| 2 maggio 2009 | Sankt Pölten Invaders | 20 – 45 (0-19 6-6 7-6 7-14) | Salzburg Bulls | (250 spett.) |

| Traun 2 maggio 2009, ore 17:00 | Traun Steelsharks | 14 – 49 (6-7 0-7 8-21 0-14) referto | Cineplexx Blue Devils | Sportzentrum Traun (300 spett.) |

| Wolfsberg 3 maggio 2009, ore 15:00 | Black Lions                                          | 35 – 7 (7-0 14-0 7-0 7-7) referto | CNC Gladiators | Lavanttal-Arena (300 spett.)\| Arbitri: \| Savicevic Ulicny Kupka Hölbling Korntheuer Windsteig \| |
| Arbitri:                           | Savicevic Ulicny Kupka Hölbling Korntheuer Windsteig |                                   |                | |

#### 6ª giornata
| 16 maggio 2009 | Salzburg Bulls | 45 – 7 (14-0 17-0 7-7 7-0) | Sankt Pölten Invaders | (150 spett.) |

| Villaco 16 maggio 2009, ore 16:00 | Black Lions                           | 54 – 8 (13-0 28-0 7-0 6-8) referto | Traun Steelsharks | Stadion Villach-Lind (350 spett.)\| Arbitri: \| Leue Hölbling Hofbauer Kustanci Tadic \| |
| Arbitri:                          | Leue Hölbling Hofbauer Kustanci Tadic |                                    |                   |                                                                                          |

| Hohenems 17 maggio 2009, ore 14:00 | CNC Gladiators | 0 – 33 (0-7 0-13 0-7 0-6) referto | Cineplexx Blue Devils | Stadion Herrenried (400 spett.) |

#### 7ª giornata
| 22 maggio 2009 | Traun Steelsharks | 14 – 20 (7-6 7-14 0-0 0-0) | Salzburg Bulls | (325 spett.) |

| 23 maggio 2009 | Sankt Pölten Invaders | 0 – 29 (0-7 0-8 0-14 0-0) | CNC Gladiators | (320 spett.) |

#### 8ª giornata
| 6 giugno 2009 | Sankt Pölten Invaders | 36 – 27 (0-14 21-0 3-6 12-7) | Black Lions | (220 spett.) |

| 7 giugno 2009 | CNC Gladiators | 20 – 7 (7-0 0-0 6-7 7-0) | Traun Steelsharks | (20 spett.) |

| 7 giugno 2009 | Cineplexx Blue Devils | 35 – 0 (14-0 7-0 6-0 8-0) | Salzburg Bulls | (400 spett.) |

#### 9ª giornata
| 13 giugno 2009 | Traun Steelsharks | 12 – 34 (0-6 12-22 0-0 0-6) | Sankt Pölten Invaders | (622 spett.) |

| 14 giugno 2009 | Salzburg Bulls | 41 – 7 (14-0 21-0 0-7 6-0) | CNC Gladiators | (220 spett.) |

### Classifica
La classifica della regular season è la seguente:
- PCT = percentuale di vittorie, G = partite giocate, V = partite vinte,  P = partite perse, PF = punti fatti, PS = punti subiti

| Pos. | Squadra               | PCT  | G | V | N | P | PF  | PS  |
| ---- | --------------------- | ---- | - | - | - | - | --- | --- |
| 1    | Salzburg Bulls        | .750 | 8 | 6 | 0 | 2 | 266 | 141 |
| 2    | CNC Gladiators        | .500 | 8 | 4 | 0 | 4 | 128 | 199 |
| 3    | Sankt Pölten Invaders | .375 | 8 | 3 | 0 | 5 | 162 | 240 |
| 4    | Traun Steelsharks     | .000 | 8 | 0 | 0 | 8 | 96  | 291 |

## Playoff

### Tabellone
|  | Semifinali | Semifinali            | Semifinali |                       |    | XII Silver Bowl | XII Silver Bowl | XII Silver Bowl |  |
|  |            |                       |            |                       |    |                 |                 |                 |  |
|  | 1          | Salzburg Bulls        | 56         |                       |    |                 |                 |                 |  |
|  | 1          | Salzburg Bulls        | 56         |                       |    |                 |                 |                 |  |
|  | 4          | Traun Steelsharks     | 12         |                       |    |                 |                 |                 |  |
|  | 4          | Traun Steelsharks     | 12         |                       | 1  | Salzburg Bulls  | 26              |                 |  |
|  |            |                       |            |                       | 1  | Salzburg Bulls  | 26              |                 |  |
|  |            |                       | 3          | Sankt Pölten Invaders | 27 |                 |                 |                 |  |
|  | 2          | CNC Gladiators        | 3          | Sankt Pölten Invaders | 27 | 9               |                 |                 |  |
|  | 2          | CNC Gladiators        |            |                       |    |                 |                 |                 |  |
|  | 3          | Sankt Pölten Invaders | 36         |                       |    |                 |                 |                 |  |

### Semifinali
| 27 giugno 2009 | Salzburg Bulls | 56 – 12 (7-6 28-0 14-0 7-6) | Traun Steelsharks | (260 spett.) |

| 5 luglio 2009 | CNC Gladiators | 9 – 36 (3-7 0-14 6-9 0-6) | Sankt Pölten Invaders |  |

### XII Silver Bowl
| 11 luglio 2009 | Salzburg Bulls | 26 – 27 (7-0 13-7 6-7 0-13) | Sankt Pölten Invaders | (1160 spett.) |

## Playout
| 11 luglio 2009 | Traun Steelsharks | 0 – 21 (0-7 0-7 0-0 0-7) | Lower Austria Titans | (250 spett.) |

## Verdetti
- Sankt Pölten Invaders Vincitori dell'Austrian Football Division 1 2009
- Traun Steelsharks retrocessi